# Maylandia greshakei
William's Mbuna (Maylandia greshakei), thường được gọi là Ice Blue Zebra among the aquarium vàthusiasts, là một loài cá thuộc họ Cichlidae. The correct name of its chi is not clear; some authors prefer Maylandia, others Metriaclima.
Nó là loài đặc hữu của Malawi. Môi trường sống tự nhiên của chúng là hồ nước ngọt.